# Musée des armes polonaises

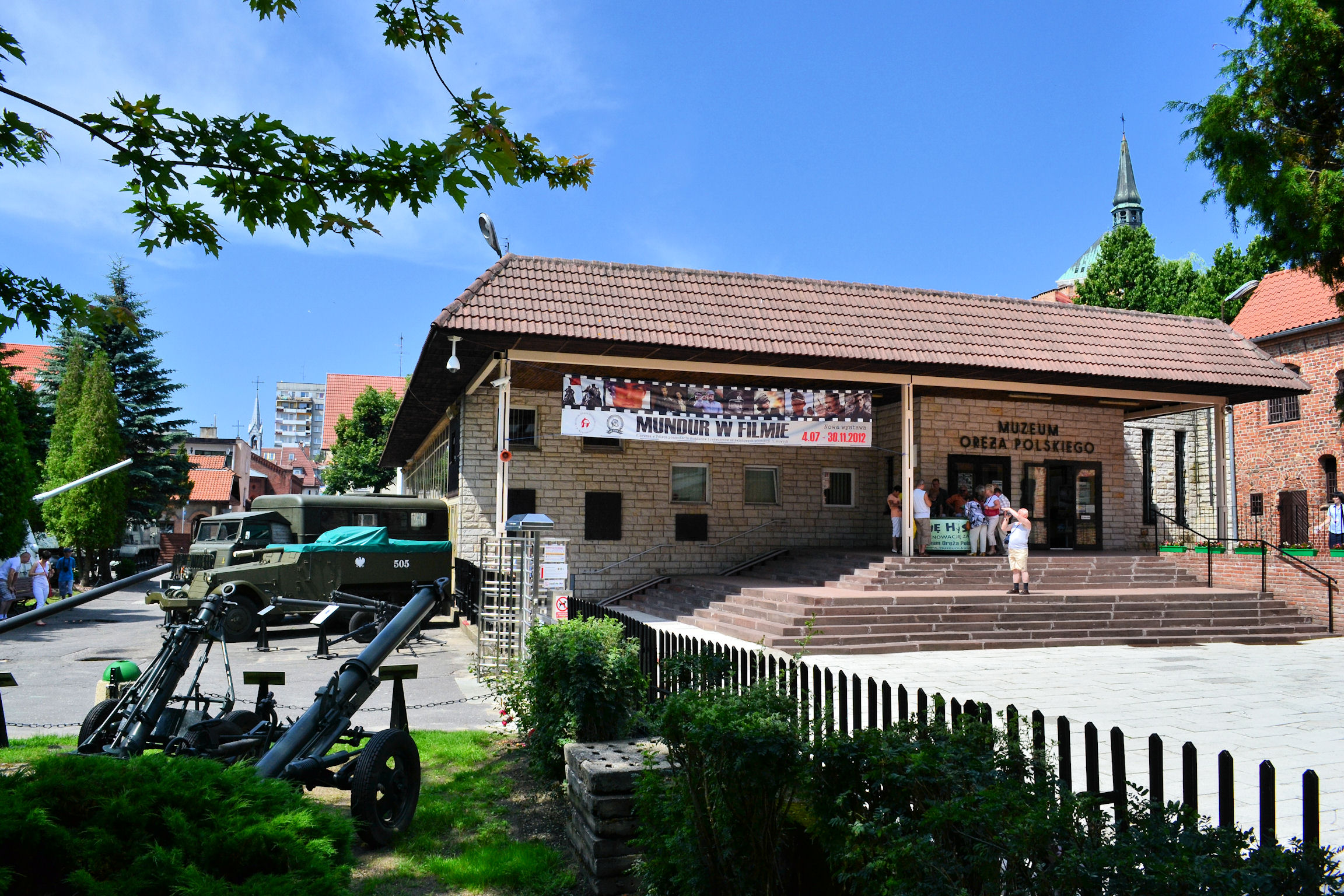
L'entrée du musée

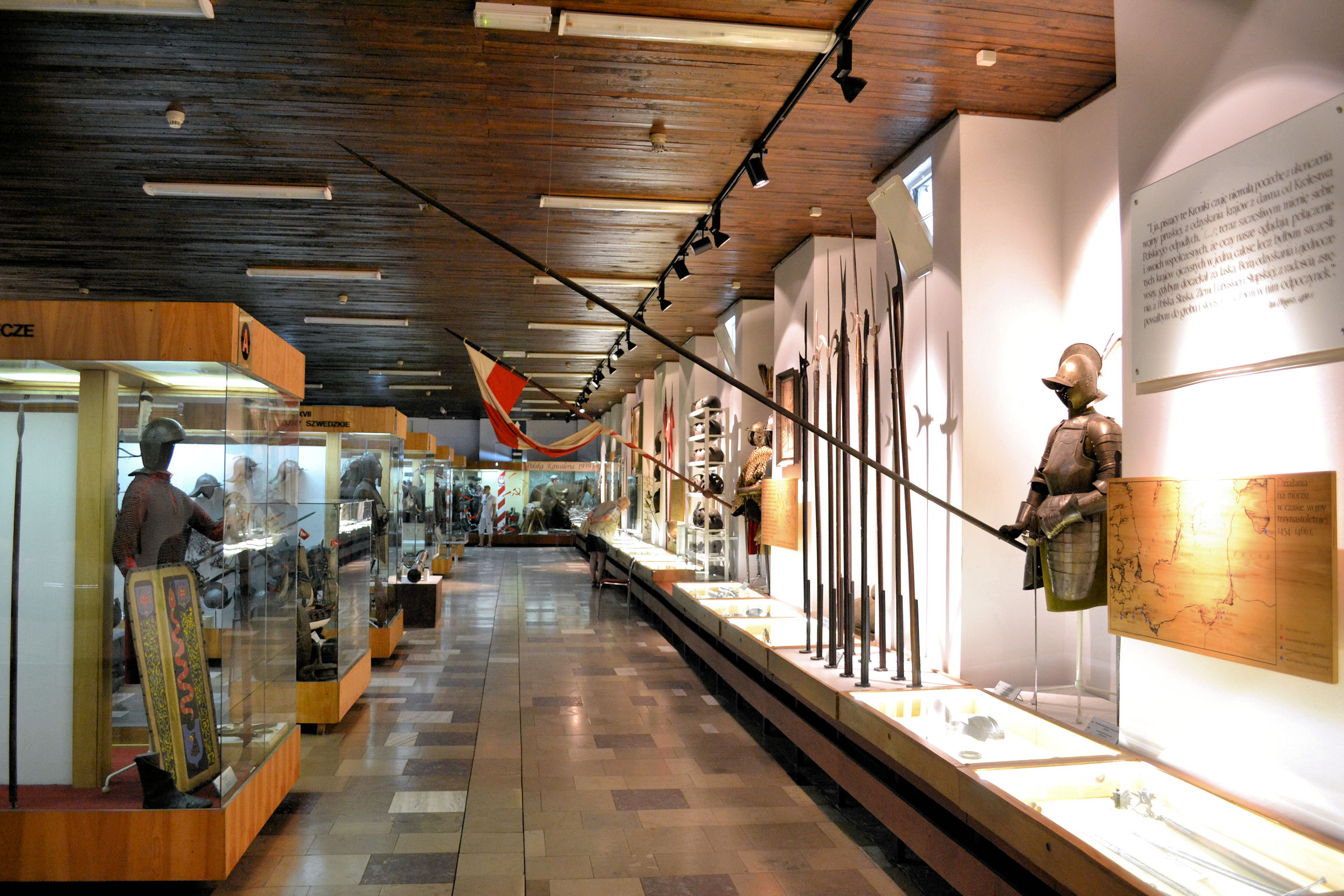
Salle d'exposition

Le musée des armes polonaises (en polonais : Muzeum Oręża Polskiego) est un musée consacré à l'histoire militaire de la Pologne, situé à Kołobrzeg. Il a été fondé en 1963.

## Description
Le musée abrite des collections de diverses époques, depuis le Moyen Âge jusqu'au XXe siècle. Parmi les armes du Moyen Âge on peut apprécier des armes contondantes, des armes d'hast, des armes blanches, des armes de jet et des armes à feu. Le XVIIe siècle est représenté par des objets de batailles navales. L'exposition du XVIIIe et du XIXe siècle est consacrée aux insurrections polonaises. Le XXe siècle fait découvrir aux visiteurs l'armement, l'équipement et les uniformes des soldats polonais des première et Seconde Guerre mondiale. Des voitures, des avions, des blindés et des pièces d'artillerie sont exposés dans la salle de la technique militaire ainsi qu'en plein air.